# Hindou Oumarou Ibrahim
Hindou Oumarou Ibrahim (Ndjamena, 1984) is een Tsjadisch milieuactivist en geograaf. Ze is de coördinator van de Association des Femmes Peules Autochtones du Tchad (AFPAT) en was mededirecteur van het paviljoen van het World Indigenous Peoples' Initiative op de klimaatconferenties COP21, COP22 en COP23.

## Activisme
Ibrahim is een milieuactivist die opkomt voor haar volk, de Bororo in Tsjaad. Ze werd opgeleid in Ndjamena, de hoofdstad van Tsjaad, en bracht haar vakanties door bij de inheemse Bororo-bevolking, die traditioneel nomadische boeren zijn, die vee hoeden. Tijdens haar opleiding werd ze zich bewust van de manieren waarop ze als inheemse vrouw werd gediscrimineerd en ook van de manieren waarop het Bororo-volk werden uitgesloten van de onderwijskansen die zij kreeg. Dus richtte ze in 1999 de Association des Femmes Peules Autochtones du Tchad (AFPAT) op, een gemeenschapsorganisatie die zich richt op het bevorderen van de rechten van meisjes en vrouwen in de Bororo-gemeenschap. De organisatie startte op in 2005 en heeft sindsdien deelgenomen aan internationale onderhandelingen over klimaat, duurzame ontwikkeling, biodiversiteit en milieubescherming.
Haar focus op milieubelangen kwam voort uit haar ervaring uit de eerste hand met de effecten van de wereldwijde klimaatverandering op de Bororo-gemeenschap, die afhankelijk is van natuurlijke hulpbronnen voor hun eigen overleving en voor het voortbestaan van de dieren waar ze voor zorgen. Ze ervaren al jaren de gevolgen van het opdrogen van het Tsjaadmeer. Het meer is een vitale bron van water voor mensen uit Tsjaad, Kameroen, Niger en Nigeria, en is nu nog amper 10% van zijn grootte sinds de jaren 1960. In een schriftelijke getuigenis voor de Internationale Organisatie voor Migratie benadrukte Ibrahim dat haar volk, en inheemse gemeenschappen zoals het hare, "directe slachtoffers zijn van klimaatverandering", die gedwongen werden hun eigen land te verlaten op zoek naar manieren om te overleven. In die getuigenis sprak ze ook over de gevolgen van migratie door klimaatverandering, die migrantengemeenschappen onevenredig kwetsbaar maakt.
Ibrahim werkte samen met UNESCO en het Indigenous Peoples of Africa Coordinating Committee (IPACC) aan een project om de Sahel-woestijnregio van Tsjaad in 3D in kaart te brengen, waar momenteel 250.000 Bororo's leven, afhankelijk van zelfvoorzienende landbouw. Het project combineerde 3D-kaarttechnologieën met inheemse wetenschappelijke kennis om een hulpmiddel te ontwikkelen om het milieu duurzaam te beheren en om inheemse stemmen, met name die van vrouwen, in staat te stellen beslissingen te nemen over de planning voor een toekomst van klimaatadaptatie en mitigatie. In een interview met BBC voor BBC's 100 Women-project merkte Ibrahim op: 
"Elke cultuur heeft een wetenschap. Het is dus erg belangrijk dat de inheemse stem aanwezig is."— BBC News
In 2016 werd Ibrahim geselecteerd om de burgermaatschappij te vertegenwoordigen bij de ondertekening van het historische klimaatakkoord van Parijs op 22 april 2016. In haar verklaring bij de ondertekening verklaarde ze: 
"Klimaatverandering voegt elke dag armoede aan armoede toe, waardoor velen gedwongen worden hun thuis te verlaten op zoek naar een betere toekomst."— Parijs, april 2016
In 2019 werd ze een van de 17 mensen die door de Verenigde Naties werden aangesteld als pleitbezorger van de duurzameontwikkelingsdoelstellingen, 17 wereldwijde doelstellingen voor duurzame ontwikkeling.

## Leiderschap
Ibrahim heeft een aantal leidinggevende functies en pleit voor het belang van inheemse kennis bij het verminderen van de effecten van klimaatverandering. Ze is co-voorzitter van het International Indigenous Peoples Forum on Climate Change, dat de groep vertegenwoordigt bij het VN-Verdrag ter bestrijding van woestijnvorming (United Nations Convention to Combat Desertification, UNCCD) en van de Pan-African Alliance Climate Justice (PACJA), waar ze ook recrutering voor zich neemt. Ze is ook lid van de Policy Board United Nations: Indigenous Peoples Partnership (UNIPP) en van het bestuur van het Indigenous Peoples of Africa Coordinating Committee (IPACC).

## Onderscheidingen
In 2017 werd Ibrahim erkend als National Geographic Society Emerging Explorer, een programma dat uitmuntende wetenschappers, natuurbeschermers, verhalenvertellers en innovators erkent en ondersteunt. In 2017 was ze ook te zien als onderdeel van het BBC's 100 women-project, die elk jaar 100 invloedrijke en inspirerende vrouwen erkent. In 2018 stond ze op de 100 women-lijst van de BBC. In 2019 ontving ze de Pritzker Emerging Environmental Genius Award van de Pritzker Family Foundation.